# Dr. Anton Philipszaal

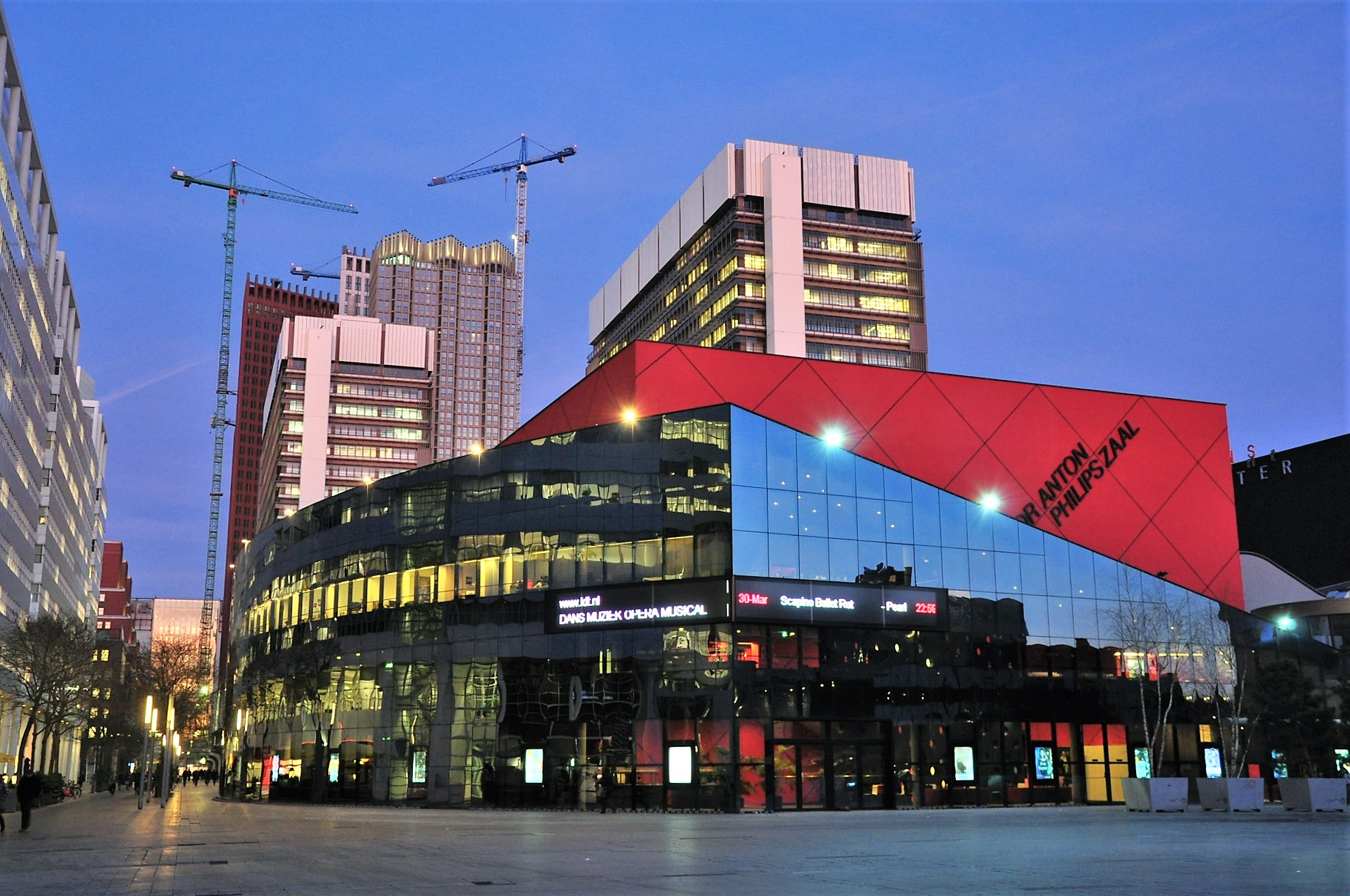
De Philipszaal 's avonds.

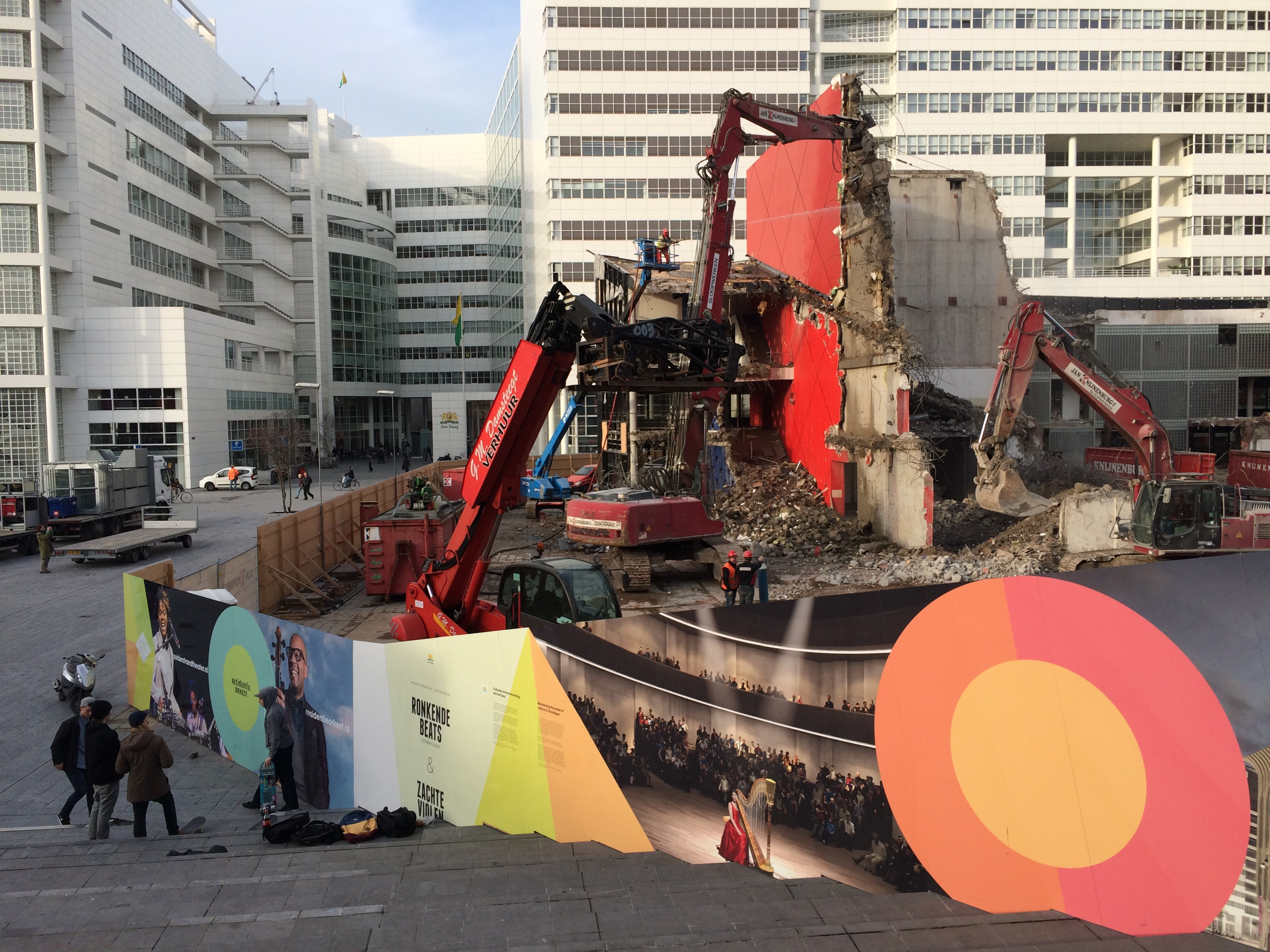
De sloop van de Anton Philipszaal in 2015.

Dr. Anton Philipszaal was een concertzaal en theater aan het Spuiplein nr. 150 in Den Haag. De zaal werd op 9 september 1987 geopend door Koningin Beatrix en Prins Claus, evenals het ernaast gelegen  Lucent Danstheater. Het gebouw was ontworpen door de architecten Dick van Mourik en Peter Vermeulen. De zaal telde 1800 zitplaatsen. Het gebouw bestond slechts 27 jaar; in 2015 werd het gesloopt om plaats te maken voor het onderwijs- en cultuurgebouw Amare.

## Ontstaan
Vaste bespeler en opdrachtgever voor de bouw van de concertzaal was het Residentie Orkest, dat al sinds het afbranden van het Gebouw voor K & W in 1964 verlegen zat om een akoestisch bevredigende eigen concertzaal. Het financierde de bouw voor een deel zelf door gerichte publieksacties met onder meer grammofoonplaten met onbekende Nederlandse muziek. 

## Ontwerp
Omdat het budget voor zowel de dr. Anton Philipszaal als het Danstheater beperkt was, was het voor de architecten een uitdaging om representatieve gebouwen neer te zetten. Het ontwerp kenmerkte zich doordat de hoofdzaal aan de buitenzijde herkenbaar was als roze doos. Toen het stucwerk begon te bladeren is het opnieuw aangebracht, maar in een felrode kleur. De nevenfuncties bevonden zich in een schil rondom de doos, die was uitgevoerd in donker glas.
De zaal kreeg de naam Dr. Anton Philipszaal "niet vanwege de verdiensten van deze pionier, maar omdat het concern uit Eindhoven daar dik voor betaalde". De bouw van de gecombineerde Philipszaal en Danstheater kostte uiteindelijk 40 miljoen gulden (ruim 18 miljoen Euro).

Het uitgangspunt bij het ontwerp van de Anton Philipszaal was om het gebouw de best mogelijke akoustiek te geven; en het resultaat was er naar, het gebouw werd "akoestisch onvergelijkbaar" genoemd.. De basis van het gebouw was een betonnen ruimte in de vorm van een schoenendoos met een verhoging voor het orkest en een licht glooiende vloer waarop 1000 stoelen stonden. Er stonden er (bijna) nog eens zoveel op het balkon dat langs de vier wanden was aangebracht. Met de plafondverlichtiung was het voorts mogelijk visueel de zaal kleiner te maken zodat hij ook geschikt was voor concerten van kleinere ensembles. De stoelen konden, bijvoorbeeld voor een popconcert, worden verwijderd. Het eerste popconcert dat er plaatsvond was door de Frans/Belgische zangeres Viktor Lazlo, op 30 oktober 1987.

De Philipszaal werd aan de binnenkant gedecoreerd met een groot aantal golvende keramische wandpanelen "in een soort luipaard-motieven van vol-geel en zwart" van kunstenares Marte Röling.

## Moeilijke periode 1995-1997
Vanaf de opening in 1987 tot aan haar vertrek in 1994 floreerde de zaal onder de verantwoordelijkheid van directeur Petra Unger. Met de opbrengsten van de brede programmering, de commerciële verhuur en een kleine aanvullende subsidie van de gemeente kon er aan alle financiële verplichtingen worden voldaan.
De visie van de nieuwe directie van het Residentie Orkest kwam niet overeen met de visie van de directie van de Philipszaal, wat leidde tot haar vertrek op 1 augustus 1994. 
Onder leiding van de nieuwe directie met een nieuwe richting in de programmering en verhuur, begon de zaal vanaf september 1995 verlies te lijden, wat in dat jaar opliep naar 1,5 miljoen gulden. 
Er werd geld gestoken in de verbouwing en uitbreiding van foyers, horecavoorzieningen en toiletten; om de mogelijkheden tot verhuur vergroten. 
En een deel van de parkeergarage werd, voor een ondergrondse uitbreiding, gekocht voor 800.000 gulden. Dit alles kostte bij elkaar 4,2 miljoen gulden, waarvan 3 miljoen van de bank werd geleend. Het Residentie Orkest, vaste bespeler en eigenaar van 86% van de aandelen van de Philipszaal, stond juridisch en financieel los van de NV Dr Anton Philipszaal, maar in de praktijk was de verwevenheid tussen de NV en de Stichting Residentie Orkest dermate groot dat het orkest in grote problemen zou komen als de zaal failliet zou gaan. In de zomer van 1996 richtte het bestuur van het orkest een noodkreet tot de gemeente Den Haag, de Rijksoverheid en het bedrijfsleven, waaronder uiteraard Philips. Om een faillissement af te wenden was een kapitaalinjectie van enkele miljoenen nodig. Maar potentiële geldschieters wilden alleen over de brug komen als de gemeente dat ook deed. 
In september 1996 werd bekendgemaakt dat 'risicovolle uitvoeringen' voor de rest van het seizoen 1996-'97 werden geschrapt. Na aftrek van afkoopsommen en schadevergoedingen zou dat tot 100.000 gulden minder verlies leiden. In mei 1997 kwam de gemeente met een reddingsplan van 4,5 miljoen gulden, waarvan 1,2 miljoen door het bedrijfsleven werd opgehoest. De programmeringssubsidie werd verhoogd van 265.000 tot 400.000 gulden/jaar. Ook het orkest moest uit de rode cijfers worden gehaald; het kreeg een eenmalige injectie van 450.000 gulden en de jaarlijkse subsidie werd met 80.000 gulden verhoogd.

## Sloop

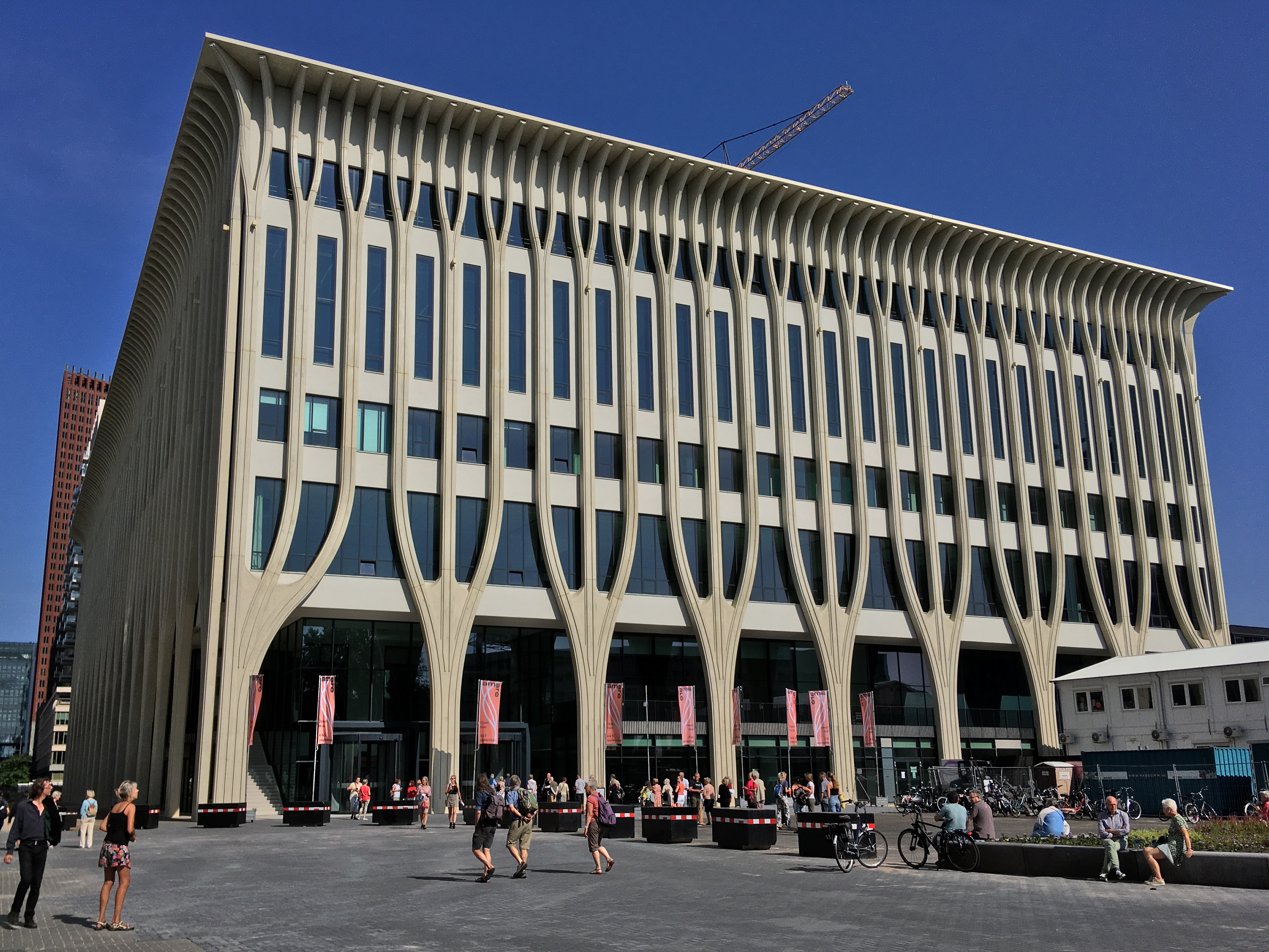
Amare, 'opvolger' van de Anton Philipszaal

In oktober 2015 werd begonnen met de sloop van de Anton Philipszaal en een groot deel van het er naast gelegen Lucent Danstheater. Dit om plaats te maken voor Amare, een nieuw cultureel centrum, dat eind 2021 geopend werd. In de tussentijd werden de concerten van onder meer het Residentie Orkest in het Zuiderstrandtheater gegeven. De parkeergarage is grotendeels gehandhaafd, omdat die gebruikt wordt in het nieuwe ontwerp.